# Prepona luctuosus
Prepona luctuosus är en fjärilsart som beskrevs av Johann Ernst Immanuel Walch 1775. Prepona luctuosus ingår i släktet Prepona och familjen praktfjärilar. Inga underarter finns listade i Catalogue of Life.